# Tetragonomera simplex
Tetragonomera simplex är en insektsart som beskrevs av Max Beier 1954. Tetragonomera simplex ingår i släktet Tetragonomera och familjen vårtbitare. Inga underarter finns listade i Catalogue of Life.